# Good Luck
Good Luck is een nummer van het Britse elektronische muziekduo Basement Jaxx uit 2004. Het is de tweede single van hun derde studioalbum Kish Kash.
Basement Jaxx-lid Felix Buxton zei dat "Good Luck" een van de moeilijkste nummers van het album was om aan te werken. Het nummer werd een bescheiden hit op de Britse eilanden en in het Nederlandse taalgebied. Zo bereikte het de 12e positie in het Verenigd Koninkrijk. In de Nederlandse Top 40 bereikte het de 29e positie, terwijl in Vlaanderen de 2e positie in de Tipparade werd gehaald.

## Tracklijst
Cd-single
1. "Good Luck"
2. "Mere Pass"

12"
A1. "Good Luck" (Tim Deluxe Funked club mix)
B1. "Mere Pass"
B2. "Good Luck" (Tim Deluxe Funked dub)